# Plym
De Plym is een rivier in Engeland van ongeveer 30 km lang, die haar naam heeft gegeven aan de stad Plymouth in het graafschap Devon.
De oorsprong van de Plym ligt op 450 m hoogte in een moerasachtig gebied in de heuvels van Dartmoor, dat Plym Head wordt genoemd. Daarvandaan loopt de rivier ongeveer in zuidwestelijke richting naar Plymouth, waar ze in de Plymouth Sound en het Kanaal uitmondt. De naam Plym zou uit het Oudengels komen en betekent de pruimenboom.